# Вестфиорд
Вестфиорд (на норвежки: Vestfiorden) е залив и същевременно проток на Норвежко море, край северозападния бряг на Норвегия. Простира се от югозапад на североизток между островите Лофотенски и Вестеролен на северозапад и континенталните брегове на Норвегия на югоизток на протежение от 203 km. Ширина на входа до 74 km, а на североизток 11 km. Дълбочина над 1000 m. Бреговете на Вестфиорд са предимно скалисти, стръмни, високи и силно разчленени от множество по-малки заливи и фиорди – Тюсфиорд, Сагфиорд, Фола, Салтфиорд, Шерстадфиорд. На североизток дълбоко в сушата навлиза Уфутфиорд, на брега на който е разположен град Нарвик. В горната си част Вестфиорд се стеснява до 1,5 km и преминава в проток, разделящ континента от остров Хиноя (съставна част на архипелага Вестеролен) и свързващ го с Вогсфиорд на североизток. На северозапад чрез няколко тесни и дълги протоци (Рьостхавет, Москенстрьоумен и др.) между островите от Лофотенските острови се свързва с откритите части на Норвежко море. В него се намират стотици скалисти острови (Енгельоя, Луньоя, Ланегуде и др.), островчета и скали. Във Вестфиорд се вливат множество къси, бурни и пълноводни реки, стичащи се от Скандинавските планини – Салтелва, Стуро и др. В залива се наблюдават силни приливоотливни течения и водовъртежи. По бреговете му са разположени множество предимно малки рибарски селища, жителите на които са занимават основно с лов на селда и треска.